# Lilltjärnen (Älvsby socken, Norrbotten, 729198-174842)
Lilltjärnen är en sjö i Älvsbyns kommun i Norrbotten och ingår i Alterälvens huvudavrinningsområde.